# Artesanía de la terracota en el Distrito de Kgatleng (Botsuana)
La Artesanía de la terracota en el Distrito de Kgatleng de Botsuana fue declarada Patrimonio cultural inmaterial de la Humanidad en 2012 por la Unesco. Se trata de la artesanía creada por las mujeres de la comunidad bakgatla ba kgafela del Distrito de Kgatleng, en el sudeste del país. Se utiliza tierra arcillosa, arenisca erosionada, óxido de hierro, boñiga de vaga, agua, hierba y madera para fabricar recipientes en los que se plasman motivos de rituales y creencias ancestrales de la comunidad. 
La recolección de la tierra se hace a través de la meditación de la maestra artesana. Una vez recolectadas la arcilla y la arenisca, se machacan y se criban. Tras ello se forma la pasta para modelar. Tras decorarse, se cuecen en un horno de pozo. 
La tradición se va trasmitiendo de generación en generación pero actualmente este arte corre peligro de desaparición debido a la disminución del número de maestras artesanas, los bajos precios de los productos acabados y el uso, cada vez más, de recipientes de producción de masa. Es por ello que la Unesco lo incluyó en la Lista del Patrimonio Cultural Inmaterial que requiere medidas urgentes de salvaguardia.